# شو لیلی
شو لیلی (انگلیسی: Xu Lili؛ زادهٔ ۱۶ فوریهٔ ۱۹۸۸) جودوکار اهل چین است.